# René Chayoux
René Chayoux (Épernay, 30 octobre 1891 - Châlons-sur-Marne, 8 juillet 1969,), sommelier, président de l'Union des maisons de Champagne de France, Comité interprofessionnel du vin de Champagne, de 1942 à 1944, et négociant en vin d’Épernay.

## Biographie
René Chayoux, il était le fils du baron Joseph Chayoux qui a été un notable président du Tribunal de Commerce d’Epernay et un des heureux propriétaire du château Phélan Ségur à Saint-Estèphe.
Installé rue Eugène Mercier à Epernay, René Chayoux reprend l’affaire de vins de son père après ses études de commerce. Il la développe et la diversifie. 
Le 10 juin 1936, il acquiert une ancienne maison d’Aÿ, Champagne Duminy, fondée en 1814 et dirigée à la fin par Henry Couvreur. Il la revend bientôt à Bollinger qui en fait son siège administratif et fait percer une longue galerie pour rejoindre les caves du haut avec le siège historique de la rue Jules Lobet, distant de 500 mètres.
Pendant la guerre, il a vécu temporairement en Argentine où il a mené des études de faisabilité pour la production de vin blanc et de champagne.
En 1940, la Champagne est de nouveau envahie, occupée par l’armée allemande qui ouvre les celliers et se sert généreusement en champagne envoyé aux troupes et aux dignitaires du régime. Champenois convaincu, René Chayoux se dévoue sans compter pour la profession aux heures les plus noires de la guerre. Il va assister aux premières loges à la création du C.I.V.C. On doit à la guerre la création d’une organisation interprofessionnelle. Il fallait en effet un interlocuteur pour le Weinführer, responsable désigné par la puissance occupante pour chaque région de production de vin en France. Le comte Robert de Vogüé, secrétaire général du groupement des négociants (et président de la maison Moët & Chandon) et Maurice Doyard, secrétaire du syndicat général des vignerons de la Champagne délimitée, obtiennent la création, le 20 novembre 1940, du Bureau de répartition des vins de champagne. Il va donner naissance, le 2 avril 1941, au C.I.V.C, le Comité interprofessionnel du vin de Champagne.
En 1961, René Chayoux se rend acquéreur du Château La Lagune et de la maison de Champagne Ayala.